# Поменяться местами
«Поменяться местами» (англ. Trading Places) — комедийный кинофильм режиссёра Джона Лэндиса с участием Эдди Мерфи, Дэна Эйкройда и Джейми Ли Кёртис. Лента получила две премии BAFTA и ряд других наград.
Сюжет основан на произведениях Марка Твена «Банковский билет в миллион фунтов стерлингов» и «Принц и нищий».

## Сюжет
Жизнь управляющего крупнейшей финансовой корпорацией «Дьюк и Дьюк» Луиса Уинторпа III (Дэн Эйкройд) резко изменилась в тот момент, когда его боссы, братья Дьюки, затеяли грандиозную дискуссию: что будет, если так называемого «порядочного человека», преуспевающего топ-менеджера, богатого и благополучного, поменять местами с уличным бродягой?
Когда один из братьев напомнил о великолепном образовании и богатейшем деловом опыте Уинторпа, второй в пылу спора заявил, что хорошо налаженной коммерческой компанией может управлять любой, даже безграмотный бродяга. Заключив пари на один доллар, Рэндольф и Мортимер Дьюки «вынимают» из полицейского участка необразованного чернокожего уличного мошенника Билли Рэя Валентайна (Эдди Мёрфи), который случайно наткнулся на улице на того же самого Луиса и попал в лапы полиции. Вскоре Билли Рэя поселят в престижных апартаментах Уинторпа и посадят вместо него в кресло управляющего. А Луиса во время заседания клуба наследства подставят, подсунув в карман пиджака якобы «украденные» деньги, с позором уволят из компании «Дьюк и Дьюк», лишат дома и крова и в конце концов арестуют «за наркотики». От него мгновенно откажутся и ближайшие друзья, и престижная богатая невеста.
Билли Рэй Валентайн, очень неглупый человек с большим и разнообразным жизненным опытом, прекрасно разбирающийся в психологии «рядового американца», пообвыкнув на новом месте, оказывается способным весьма точно прогнозировать поведение потребителей, определяющее финансовую стратегию фирмы «Дьюк и Дьюк». Несчастный же, совершенно отчаявшийся Луис Уинторп, жизнь которого оказалась полностью разрушена, быстро доходит до состояния, в котором одинаково готов пойти и на убийство, и на самоубийство. Буквально в последний момент Луис сталкивается на улице с непрофессиональной проституткой Офелией (Джейми Ли Кёртис), которая, разглядев в нём богатого и образованного человека, попавшего в сложную ситуацию, решает, что это может стать её шансом, и соглашается помочь.
Братья Дьюк обсуждают результаты пари. Их разговор совершенно случайно слышит Валентайн — становится ясно, что и самого Билли Рэя они, «наигравшись», вот-вот выбросят обратно на улицу, да и на Луисе его бывшие работодатели окончательно поставили крест и никто не собирается возвращать его на старое место.
Билли Рэй и Луис, товарищи по несчастью, сумевшие объясниться, договориться и объединиться, а также Офелия и примкнувший к ним Коулмен (Денхолм Эллиотт), бывший дворецкий Луиса, «унаследованный» Билли Рэем) начинают собственную игру. Они узнают, что на предстоящих торгах на бирже братья Дьюк хотят использовать ранний доступ к данным Министерства сельского хозяйства: подкупив курьера, который доставит им прогноз до торгов, они смогут спекулировать на фьючерсных контрактах на апельсины. Билли Рэй и Луис решают использовать схему против братьев: подменить прогноз фальшивым (где будет описан предстоящий дефицит апельсинов), и тем самым разорить братьев, когда те на все средства скупят будущие контракты в надежде потом продать их дороже.
Курьер раскрывает план подмены, но его удается обезвредить, заперев в клетке с гориллой. «Продав» от имени курьера прогноз, герои тоже едут на биржу. Увидев в день торгов, что братья Дьюк скупают контракты, остальные брокеры решают, что те явно знают о предстоящем дефиците, и следуют их примеру; в то же время, Билли Рэй и Луис наоборот, распродают свои контракты по завышенной цене. После оглашения настоящего прогноза цены падают вниз, и друзья начинают скупать их по сниженной цене у всех, кроме братьев Дьюк. В результате Билли Рэй и Луис получают огромную прибыль, а братья Дьюк оказываются должны 394 миллиона долларов, то есть по факту разорены. Встретившись с ними, друзья объявляют братьям, что тоже поспорили на 1 доллар.
В финале четверо героев уезжают на курорт, в то время как у братьев конфискуют все активы.

## В ролях
- Эдди Мерфи — Билли Рэй Валентайн, чернокожий бродяга
- Дэн Эйкройд — Луис Уинторп-третий, управляющий фирмой «Дьюк и Дьюк»
- Дон Амичи — Мортимер Дьюк
- Ральф Беллами — Рендольф Дьюк
- Джейми Ли Кёртис — Офелия
- Денхолм Эллиотт — Коулмэн, дворецкий Уинторпа и Валентайна
- Кристин Холби — Пенелопа Уизерспун, невеста Уинторпа
- Пол Глисон — Кларенс Бикс, тайный агент братьев Дьюк
- Джеймс Белуши — Харви

## Награды и номинации
- 1984 — номинация на премию «Оскар» за лучшую музыкальную адаптацию (Элмер Бернстайн).
- 1984 — 2 номинации на премию «Золотой глобус»: лучший фильм — комедия или мюзикл, лучшая мужская роль — комедия или мюзикл (Эдди Мёрфи).
- 1984 — 2 премии BAFTA: лучшая мужская роль второго плана (Денхолм Эллиотт), лучшая женская роль второго плана (Джейми Ли Кёртис), а также номинация за лучший оригинальный сценарий (Тимоти Харрис, Хершел Уайнгрод).
- 1984 — номинация на премию «Серебряная лента» в категории «лучший зарубежный режиссёр» (Джон Лэндис).